# Триндаді-і-Мартін-Вас
20°31′00″ пд. ш. 29°05′00″ зх. д. / 20.516666666667° пд. ш. 29.083333333333° зх. д.
Триндаді-і-Мартін-Вас, Острів Триндаді і острови Мартін-Вас (порт. Trinidade e Martim Vaz) — група островів в Атлантичному океані. Острови знаходяться приблизно за 1200 км на схід від міста Віторія, належать Бразилії, адміністративно входять до складу штату Еспіриту-Санту.
Острови, загальною площею 10,4 км², нежилі, за винятком гарнізону бразильського військово-морського Флоту в кількості 32 осіб. Група складається з острова Триндаді (порт. Ilha Trindade), найбільшого острова з площею 10,1 км², і островів Мартін-Вас (порт. Ilhas de Martim Vaz) за 47 км на схід від Триндаді загальною площею 0,3 км². Острови мають вулканічне походження і відрізняються нерівною місцевістю. Вони значною мірою безплідні, окрім південної частини Тріндаді.
Острови були відкриті 1502 року португальським дослідником Жуаном да Нова і залишалися португальськими, поки вони не стали частиною Бразилії при отриманні нею незалежності. З 1890 до 1896 року острови знаходилися під британською окупацією, поки не була досягнута угода з Бразилією.